# Портрет на Сиджизмондо Пандолфо Малатеста
„Портрет на Сиджизмондо Пандолфо Малатеста“ (на италиански: Ritratto di Sigismondo Pandolfo Malatesta) е картина (масло и темпера върху дърво) с размери 44,5x34,5 cm, приписвана на Пиеро дела Франческа, вероятно направенa по време на престоя му в Римини през 1451 г. и днес съхранявана в музея Лувър в Париж, Франция. Представлява портрет на кондотиера и владетел на Римини и на Фано Сиджизмондо Пандолфо Малатеста.

## История
Сиджизмондо Пандолфо Малатеста е господар на Римини от 1432 до 1468 г. и през този период той превръща Римини в изискан и авангарден двор, макар че мечтите му за слава са попарени от военни поражения. Пиеро дела Франческа със сигурност остава в двора си през 1451 г., когато рисува фреската  „Сиджизмондо Пандолфо Малатеста, който се моли пред Свети Сигизмунд“ в храма Малатеста. Панелният портрет на владетеля на Римини вярно възпроизвежда образа на фреската, откъдето идва и предполагаемата датировка.
И за двата портрета, които са в профил, се смята, че Пиеро е бил вдъхновен от единия от медалите, изготвен през 1445 г. от Пизанело или от този, направен през 1446 г. от Матео де Пасти. Произведението е в Лувъра от 1978 г., чрез закупуване на италианския пазар за антики. По-специално то е част от Колекция „Контини-Бонакоси“ и е разрешено за износ заедно с други шедьоври със специален закон, който предизвиква много спорове. Италианската държава не е упражнила правото на преференциално закупуване (на латински: ius praeferendi) върху произведението.
До 1889 г. картината е в руските императорски колекции в Санкт Петербург. Още в началото на XX век е в колекцията „Д'Анкона“ в Милано. В този период е приписана на Пиеро дела Франческа от италианския изкуствовед Джовани Морели. Отново е закупена през 1930 г. от флорентинското семейство Контини-Бонакоси и италианският изкуствовед Роберто Лонги повтаря приписването му преди продажбата на Лувъра. Италианският изкуствовед Джулиано Бриганти вече повдига няколко съмнения относно произведението и самият Роберто Лонги го изключва от произведенията за „незаменимото обогатяване на Уфици“, съставени от комисията от изкуствоведи през 1969 г.
Приписването не е еднозначно и много късно, а италианските критици не са съгласни с него. Френската критика обаче винаги е била единодушна. От 1977 г. – годината на почистващата интервенция, автографът на портрета, френските критици изглежда се насочват към приписването му на Пиеро дела Франческа.

## Описание и стил
Сиджизмондо Пандолфо е изобразен в профил на тъмен фон, изпъкващ със силата на камея. Силният контраст придава на портрета монументален и статуарен характер, характерен за античните бюстове. Линията на лицето напредва върху фиксиран и горд поглед, с фино моделирани черти. Изправената стойка е придружена от остър поглед, който сякаш подчертава неговия сенчест и деспотичен характер. Косата образува компактна къса прическа – типична за мъжката мода на дворовете от онова време, която също може да се намери например в портретите на Леонело д'Есте.
Лицето е изобразено в профил в поза на абсолютна абстракция, което напомня официалната иконография на медалите. Въпреки това е очевидно и особено натуралистично внимание, забележимо по-специално в щателното описание на тъканта на роклята, в реализма на косата и на самия тен. Платът е обработен така, че да подчертае цялата му ценност. Светлината ефективно предава различните текстури на материалите и отраженията на дамаските завеси или козината на бордюрите. Такива резултати са възможни само благодарение на задълбочените познания на Пиеро за фламандските художници (и по-специално за работата на Рогиер ван дер Вейден).